# خواهران جنگجو
خواهران جنگجو (فرانسوی: Sœurs d'armes‎) یک فیلم درام و جنگی فرانسوی است که بر مبنای وقایع تاریخی ساخته شده‌است. کارولین فورست کارگردانی این فیلم بود و اثر در اکتبر ۲۰۱۹ اکران شد.

## داستان
کنزا و ییل دو زن جوان فرانسوی هستند که به سوریه می‌روند تا در کنار نیروهای کرد مبارزه کنند. در آن جا با زارا، یک زن نجات یافته ایزدی، آشنا می‌شوند. این زن‌ها با این که در فرهنگ‌های متفاوتی متولد شده‌اند، اما در کنار هم زخم‌های گذشته یکدیگر را التیام می‌بخشند و قدرت‌های وجودیشان را کشف می‌کنند. این سه زن خیلی زود به هم نزدیک می‌شوند و خواهران جنگجو و واقعی هم می‌شوند.

## بازیگران
- دیلان گوین در نقش زارا
- آمیرا کاسار در نقش فرمانده
- کاملیا حوردانا در نقش کنزا
- استر گارل در نقش ییل
- مایا سانسا در نقش مادر خورشید
- نانا بلاندل در نقش اسنایپ
- پاسکال گرگوری در نقش مأمور ائتلاف
- نوش اسکوگن در نقش بانو کوردا
- مارک رایدر در نقش البریتانی
- کورکماز ارسلان در نقش فرمانده
- یوسف دوزو در نقش ال تونسی

## تولید
خواهران جنگجو با بودجه ۵٫۶میلیون یورویی، به نویسندگی و کارگردانی کارولاین فورست ساخته شد. در ژانویه ۲۰۱۸ اعلام شد که این پروژه مار قرمز نام دارد ولی بعدها تغییر کرد.